# Kampala
Kampala [kamˈpaːla, engl. kæmˈpɑːlə] ist die Hauptstadt von Uganda mit etwa 1,8 Millionen Einwohnern und gleichzeitig eine der 127 Verwaltungseinheiten auf Distriktebene von Uganda. Sie liegt einige Kilometer vom Victoriasee entfernt.

## Geschichte
Der Name „Kampala“ leitet sich von Kasozi K’Empala her, was „Hügel der Antilopen“ in der Luganda-Sprache bedeutet.
Kampala wuchs um ein Fort herum, das von Frederick Lugard 1890 für die British East Africa Company gebaut worden war. Der zentrale Nakasero-Hügel in Kampala soll zur Zeit der Stadtgründung von domestizierten Impala-Antilopen beweidet worden sein, die im Besitz des Königs von Buganda standen. Von 1900 bis 1905 war der Ort Hauptstadt des britischen Protektorats Uganda.
Seit 1953 ist die Stadt Sitz des römisch-katholischen Erzbistums Kampala, das bis 1962 den Namen Erzbistum Rubaga trug und auf das 1880 errichtete Apostolische Vikariat von Nyanza zurückging. Hauptkirche ist die Kathedrale St Mary’s, auch Rubaga-Kathedrale genannt.
1962 löste Kampala Entebbe als nationale Hauptstadt ab. Große Teile der Stadt wurden nach dem Sturz des Diktators Idi Amin im Jahr 1979 und in dem nachfolgenden Bürgerkrieg zerstört, seither aber wieder aufgebaut.

## Bevölkerung

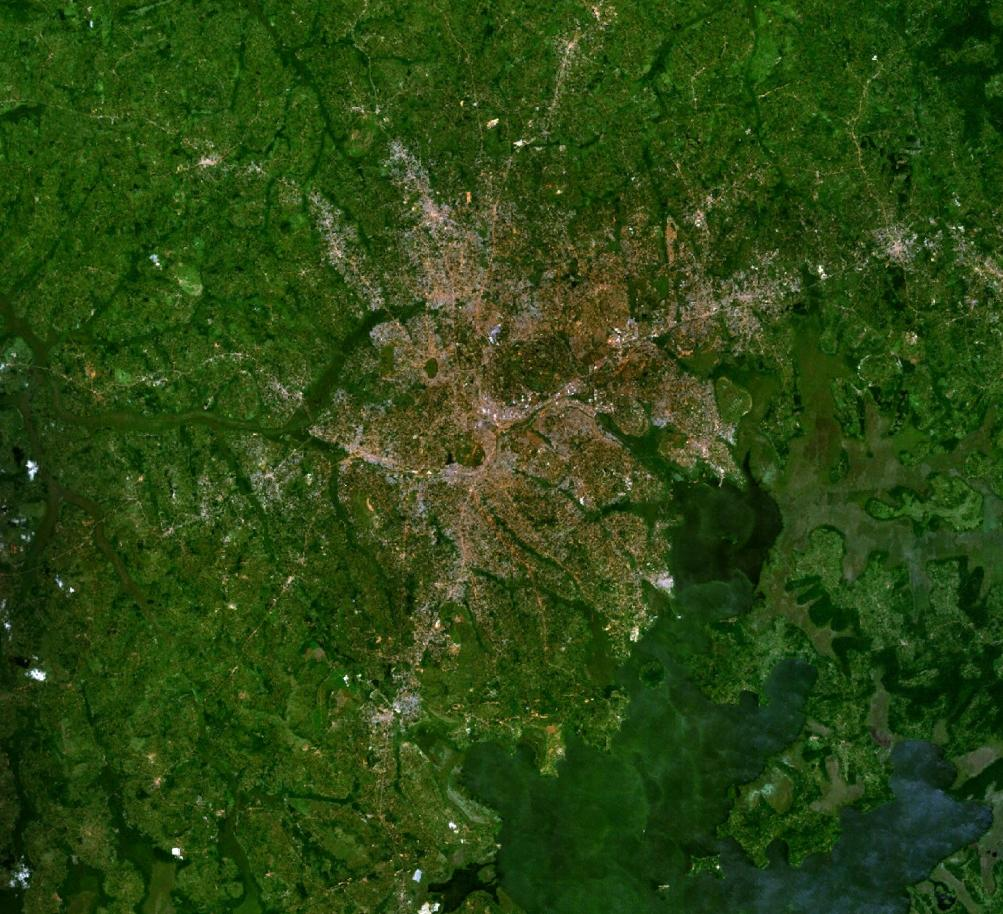
Satellitenbild von Kampala

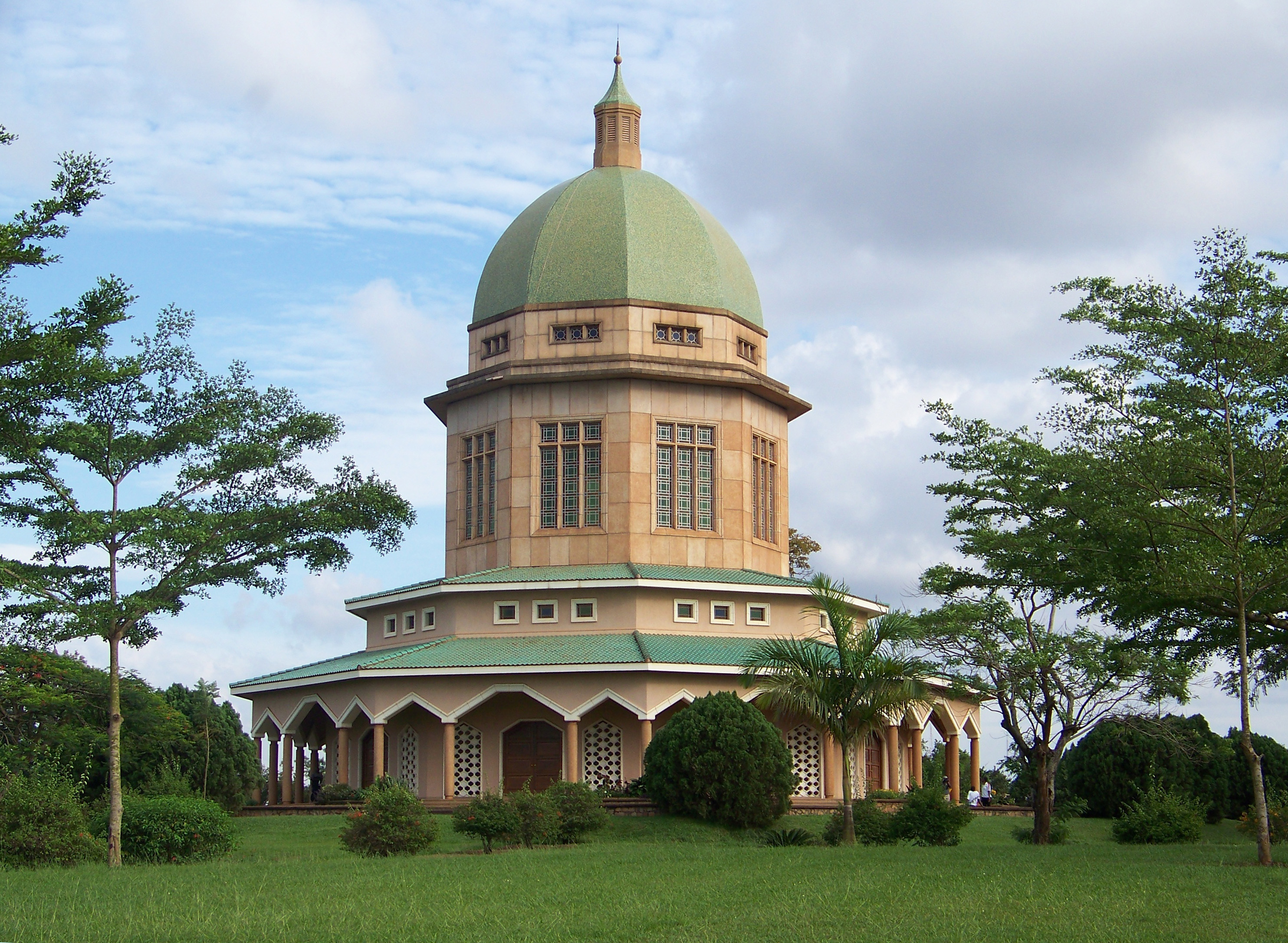
Das Haus der Andacht der Bahai

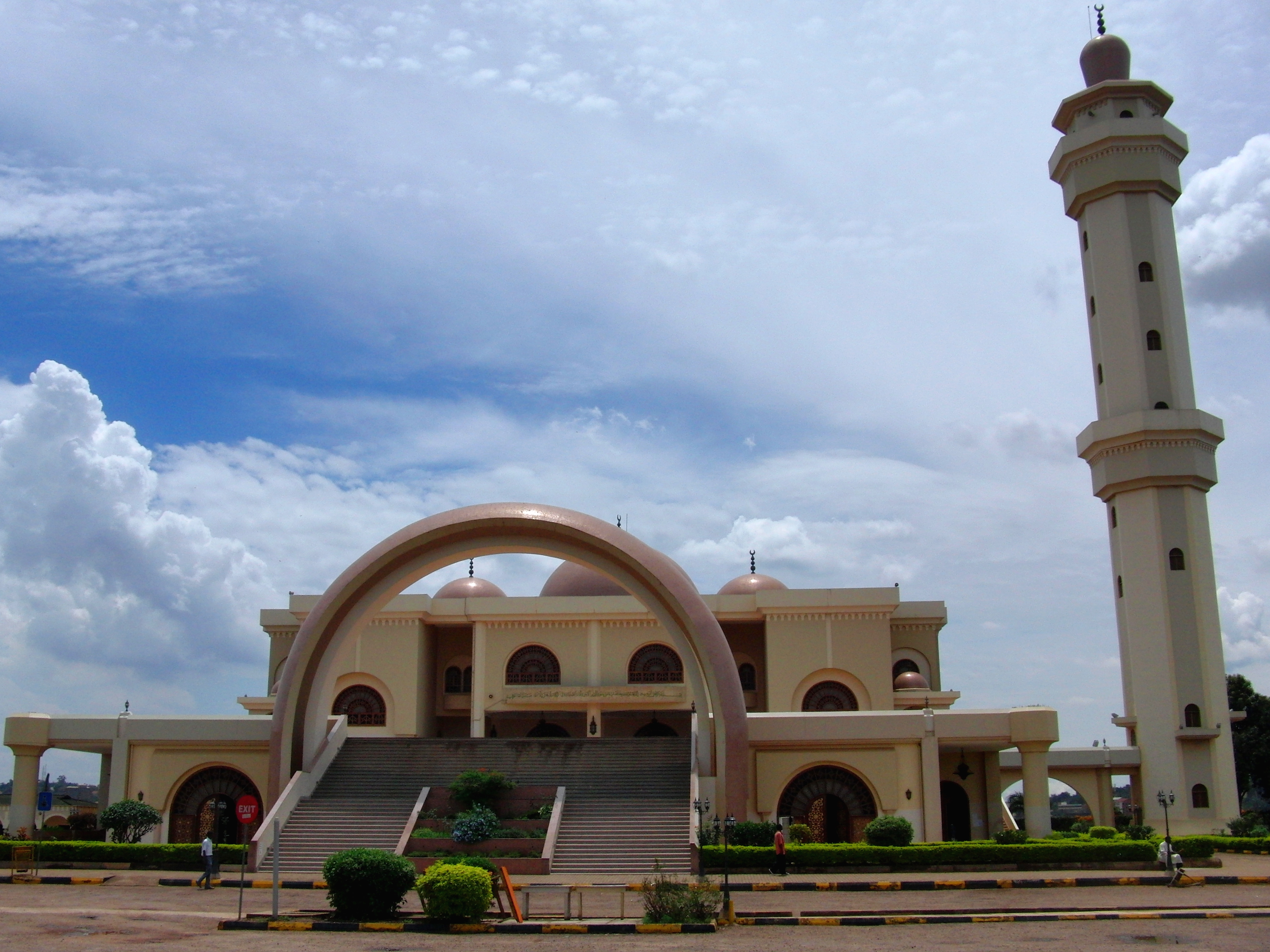
Gaddafi National-Moschee

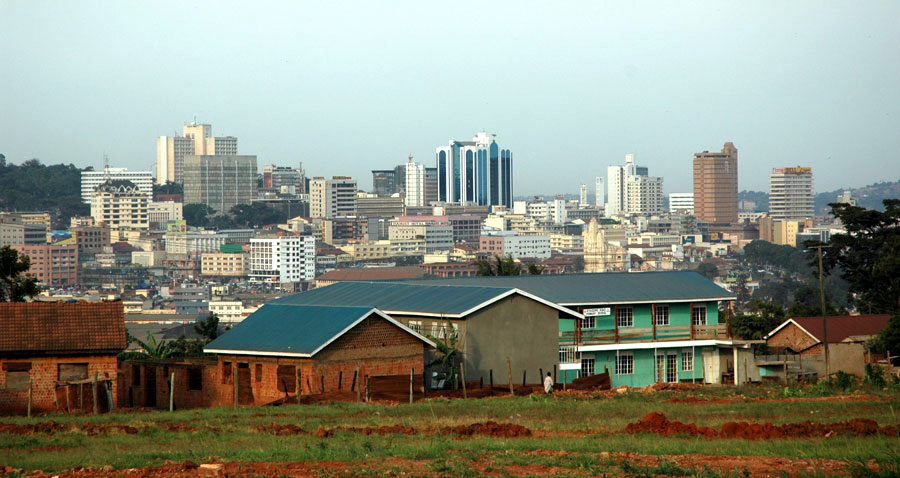
Blick auf Kampala

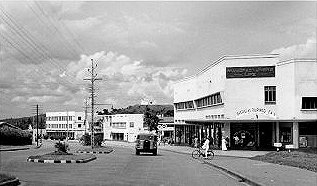
Kampala Anfang der 1950er Jahre

Kampala ist ursprünglich eine Siedlung der Luganda sprechenden Baganda, die noch immer einen großen Teil der Bevölkerung stellen. Daneben leben auch Mitglieder vieler anderer ugandischer Ethnien sowie Asiaten und Europäer in der afrikanischen Metropole.
| Jahr           | Einwohner |
| -------------- | --------- |
| Zensus 1959    | 0.046.000 |
| Zensus 1969    | 0.330.700 |
| Zensus 1980    | 0.458.503 |
| Zensus 1991    | 0.774.241 |
| Zensus 2002    | 1.208.544 |
| Schätzung 2005 | 1.353.236 |
| Schätzung 2008 | 1.420.000 |
| Zensus 2014    | 1.507.080 |
| Zensus 2024    | 1.797.722 |

In der Agglomeration von Kampala leben 2.843.000 Einwohner (Stand: 2017). Da die Bevölkerung Ugandas stark wächst und zudem eine Abwanderung in die Städte erfolgt, gehört Kampala zu den am rasantesten wachsenden Metropolen weltweit. Im Jahr 2050 wird mit einer Einwohnerzahl von 9,4 Millionen in der Agglomeration gerechnet. Für das Jahr 2100 liegt die Prognose sogar bei 40,1 Millionen. Auch wenn derart langfristige Prognosen mit starken Unsicherheiten belegt sind, verdeutlichen sie die enormen Herausforderungen, mit denen sich die Stadt aufgrund ihres extremen demographischen Wachstums in Zukunft konfrontiert sieht.

## Kultur
In Kampala haben die 1922 gegründete Makerere-Universität und die 1954 gegründete Technische Universität Kampala ihren Sitz.
Seit alters her ist Kampala ein Zentrum der christlichen Mission. Zwischen den Städten Kampala und Jinja findet eine alljährliche Marienpilgerfahrt statt, der sich regelmäßig bis zu 300 christliche Pilger anschließen.
An Sakralbauten existieren unter anderem die römisch-katholische Rubaga-Kathedrale und die anglikanische Namirembe-Kathedrale, die jeweils Sitz eines Bischofs sind, die islamische Kibuli-Moschee, Sikh- und Hindu-Tempel sowie das einzige Haus der Andacht der Bahai in Afrika. Mit finanzieller Unterstützung des ehemaligen Staatsoberhauptes Libyens Muammar al-Gaddafi wurde die große Gaddafi National-Moschee errichtet, die besichtigt werden kann. Vom Minarett ist das Stadtzentrum gut zu überblicken.
Einige Kilometer außerhalb des Stadtzentrums von Kampala befinden sich die Kasubi Tombs, die Gräber der Könige von Buganda. Sie sind 2001 in die Welterbeliste der UNESCO aufgenommen worden. Im März 2010 brannte die zentrale Grabstätte unter bisher ungeklärten Umständen ab. Damit verlor die Hauptstadt ihre wichtigste kulturhistorische Sehenswürdigkeit.
Für das Jahr 2017 hat die ISESCO Kampala zur Hauptstadt der Islamischen Kultur der afrikanischen Region ernannt.

## Wirtschaft
Unter anderem werden in Kampala Möbel und Maschinenteile gefertigt. Landwirtschaftliche Exporte schließen Kaffee, Baumwolle, Tee und Zucker ein. Des Weiteren ist Kampala Sitz der East African Development Bank sowie der Uganda Communications Commission.
Auch die nationale Wertpapierbörse, die Börse von Uganda befindet sich hier.
Auf dem Nakasero-Hügel in zentraler Lage befindet sich heute ein Hotel der Sheraton-Kette inmitten der Jubilee Gardens, einem ausgedehnten Park.
Von der staatlichen Kiira Motors Corporation wird Afrikas erste Fabrik für elektrisch betriebene Autos und Busse am Standort Kampala gebaut. Das Werk sollte ab Juli 2021 seine Produktion von 5.000 Fahrzeugen pro Jahr aufnehmen.
In Kiteezi, etwa elf Kilometer vom Stadtzentrum entfernt, befindet sich nach Eigenangabe die einzige Abfalldeponie der Stadt. Im August 2024 kam es dort nach Starkregen zu einer Rutschung, wobei mehrere anliegende Häuser verschüttet wurden. Dabei kamen 35 Menschen ums Leben.

## Verkehr
Der internationale Flughafen Ugandas, der Entebbe International Airport, befindet sich in der 35 km entfernten Stadt Entebbe. Er ist seit 2018 durch den Entebbe-Kampala-Expressway mit der Hauptstadt verbunden. Der wichtigste Hafen für die Stadt ist das etwa 10 km entfernte Port Bell. Mit der von den britischen Kolonialherren zwischen 1896 und 1931 errichteten Uganda-Bahn existiert eine Bahnverbindung vom 2024 wiedereröffneten Bahnhof Kampala in Richtung Nairobi und Mombasa und damit an den Indischen Ozean, weitere Bahnverbindungen nach Malaba, Kasese und Pakwach werden nur für den Güterverkehr genutzt.
Kampala besitzt ferner einen aktiven Busbahnhof.

## Klima
Das tropische Klima ist durch die Lage in der Nähe des Äquators ganzjährig ausgeglichen warm, aber aufgrund der Höhenlage nicht übermäßig heiß, jedoch dauerfeucht (Typ Af nach Köppen).
|                       | Jan | Feb | Mär | Apr | Mai | Jun | Jul | Aug | Sep | Okt | Nov | Dez |   |      |
| Mittl. Tagesmax. (°C) | 28  | 28  | 27  | 26  | 25  | 25  | 25  | 25  | 27  | 27  | 27  | 27  | ⌀ | 26,4 |
| Mittl. Tagesmin. (°C) | 18  | 18  | 18  | 18  | 17  | 17  | 17  | 16  | 17  | 17  | 17  | 17  | ⌀ | 17,2 |
|                       |     |     |     |     |     |     |     |     |     |     |     |     |   |      |
| Niederschlag (mm)     | 46  | 61  | 130 | 175 | 147 | 74  | 46  | 86  | 91  | 97  | 122 | 99  | Σ | 1174 |

| 18 |

| 18 |

| 18 |

| 18 |

| 17 |

| 17 |

| 17 |

| 16 |

| 17 |

| 17 |

| 17 |

| 17 |

| 18 |

| 18 |

| 18 |

| 18 |

| 17 |

| 17 |

| 17 |

| 16 |

| 17 |

| 17 |

| 17 |

| 17 |

In Kampala gibt es im Durchschnitt an 290 Tagen im Jahr Gewitter – es ist damit das gewitterreichste Gebiet der Erde.

## UN
Kampala ist (Stand Juni 2010) Sitz von elf „UN Agencies“, also Agenturen verschiedener Organisationen oder Programme der Vereinten Nationen.
- Internationale Seeschifffahrts-Organisation (IMO)
- Internationaler Währungsfonds (IMF) = IWF
- Kinderhilfswerk der Vereinten Nationen – Kenya Country Office (UNICEF-Uganda)
- Entwicklungsfonds der Vereinten Nationen für Frauen (UNIFEM)
- Entwicklungsprogramm der Vereinten Nationen (UNDP) – Uganda
- Organisation der Vereinten Nationen für industrielle Entwicklung (UNIDO)
- Bevölkerungsfonds der Vereinten Nationen (UNFPA)
- Programm der Vereinten Nationen für HIV/Aids (UNAIDS)
- Weltbank
- Welternährungsprogramm (WFP)
- Weltgesundheitsorganisation (WHO)

Wegen des langjährigen Bürgerkrieges in Uganda sind einige dieser „Agencies“ eher Zweigstellen der UN in Nairobi; die UN hat eine Organisationseinheit „Kenya, Uganda and The Seychelles“.

## Bürgermeister
- 1950–1955 Amar Nath Maini
- 1955–1956 K. H. Dale
- 1956–1958 C. Lewis (Kampala)
- 1958–1959 C. E. Develin
- 1959–1961 S. W. Kulubya
- 1962–0000 B. Saben
- 1963–0000 P. I. Patel
- 1963–1965 P. N. Kavuma
- 1965–1968 W. Y. Nega
- 1968–1969 A G. Mehta
- 1969–1971 E. W. Nakibinge

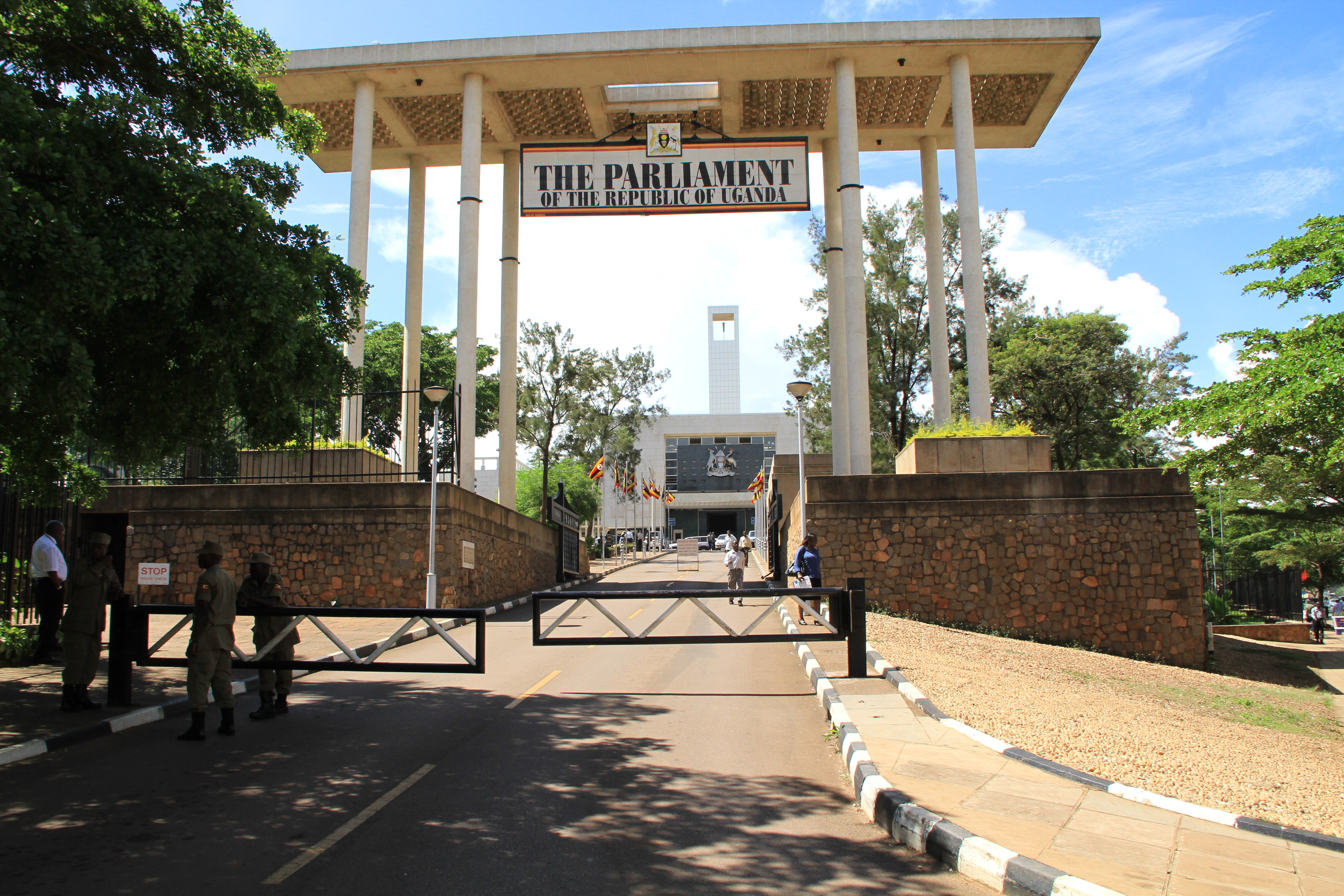
Eingang des Ugandischen Parlaments

- 1971–1982 George Franck Walusimbi Mpanga
- 1982–1986 Fred Ssemaganda
- 1987–1989 Joseph Wasswa Ziritwawula
- 1989–1997 Christopher Iga
- 1998–0000 Haji Nasser Ntege Ssebagala
- 1999–2005 John Ssebaana Kizito
- 2006–2011 Haji Nasser Ntege Ssebagala
- 2011–0000 Erias Lukwago[11][12]

## Sport
Kampala ist die Heimat mehrerer Fußballklubs. Darunter Kampala Capital City Authority FC, Express FC und Blue Bats Kampala.

## Söhne und Töchter der Stadt

### Politiker
- Rhoda Kalema (1929–2025), Politikerin
- Victoria Kawesa (* 1975), schwedische Politikerin
- Zohran Mamdani (* 1991), US-amerikanischer Politiker
- Haji Nasser Ntege Ssebagala (1947–2020), mehrfacher Bürgermeister von Kampala

### Sportler
- Evelyn Adiru (* 1964), Leichtathletin
- Iddi Batambuze (* 1972), Fußballspieler
- Dirk Beuchler (* 1971), deutscher Handballtrainer
- Herbert Bockhorn (* 1995), deutsch-ugandischer Fußballspieler
- Tenywa Bonseu (* 1976), Fußballspieler
- Cornelius Boza Edwards (* 1956), Boxer
- Elvis Bwomono (* 1998), Fußballspieler
- Elio Capradossi (* 1996), ugandisch-italienischer Fußballspieler
- Charles Kagimu (* 1998), Radrennfahrer
- Ayub Kalule (* 1954), Boxer
- Kennedy Katende (* 1985), schwedischer Boxer
- Brian Masaba (* 1991), Cricketspieler
- Joseph Mpande (* 1994), Fußballspieler
- John Mugabi (* 1960), Boxer
- Magid Musisi (1968–2005), Fußballspieler
- Sarah Nambawa (* 1985), Leichtathletin
- Savio Nsereko (* 1989), deutscher Fußballspieler
- David Obua (* 1984), Fußballspieler
- Peter Okhello (* 1972), Boxer
- Ibrahim Sekagya (* 1980), Fußballspieler
- Pione Sisto (* 1995), südsudanesisch-dänischer Fußballspieler
- Eugene Sseppuya (* 1983), Fußballspieler
- Mike Sserumagga (* 1989), Fußballspieler
- Brolin Mawejje (* 1992), US-amerikanisch-ugandischer Snowboarder

### Weitere
- Azawi (* 1996), Afrobeats-Sängerin und Tänzerin
- Jonathan Clayden (* 1968), britischer Chemiker
- Jaqee (* 1977), schwedisch-ugandische Sängerin
- Florence Kasumba (* 1976), deutsche Schauspielerin
- Danny Keogh (1948–2019), südafrikanischer Schauspieler
- Joseph Kizito (* 1967), römisch-katholischer Bischof von Aliwal
- Simon Kuper (* 1969), britischer Journalist
- Sarah Kyolaba (1955–2015), Tänzerin, Model, Friseurin sowie fünfte Ehefrau von Idi Amin und damit First Lady Ugandas (1975–1979)
- Isaac Nabwana (* 1973), Regisseur und Begründer des Wakaliwood-Filmstudios
- Varsha Nair (* 1957), indische Künstlerin
- Gita Ramjee (1956–2020), südafrikanische Virologin und HIV-Forscherin
- Sala Senkayi (* 20. Jh.), Biologin
- John Sentamu (* 1949), Erzbischof von York und Primas von England und damit nach dem Erzbischof von Canterbury der zweithöchste Würdenträger der Church of England
- Pilkington Ssengendo (* 1942), Maler
- Marcel Theroux (* 1969), britischer Dokumentarfilmer und Schriftsteller
- Philipp Wachsmann (* 1944), englischer Violinist
- Ayeta Anne Wangusa (* 1971), Autorin und Bürgerrechts-Aktivistin
- Dick Watling (* 1951), fidschianisch-britischer Ornithologe, Ökologe und Naturschützer